# La Maquinita
La Maquinita es el nombre con el que se conoce a la formación del equipo de fútbol del C. A. River Plate que ganó cinco campeonatos de primera división, una Copa Ibarguren, la Copa Eva Perón y una Copa Aldao. Además realizó exitosas giras por Europa y América entre 1950 y 1957.
El nombre "la maquinita" alude a que era el equipo sucesor de La Máquina, el equipo multicampeón de la década anterior. Igual que su antecesora se recuerda más en particular, a la delantera integrada por Alfredo di Stefano, Santiago Vernazza, Eliseo Prado, Walter Gómez, Ángel Labruna y Félix Loustau.[cita requerida] Otros integrantes destacados fueron Amadeo Carrizo, Néstor Raúl Rossi, Norberto Yácono, Sívori, Zárate, Menéndez, Pizzuti, Vairo, entre otros. Su director técnico fue José María Minella.

## Orígenes

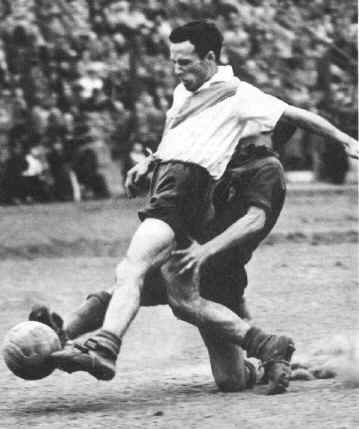
Félix Loustau, el mejor extremo izquierdo de la historia de River, quien formó parte de La Máquina y La Maquinita.

A fines de la década del cuarenta, el equipo multicampeón de River Plate se fue desmantelando progresivamente. En 1947 partió Pedernera por diferencias con los dirigentes y con él se fue Deambrossi. En 1948, se iría José Manuel Moreno y finalmente en 1949 Alfredo Di Stéfano, rumbo al súbitamente próspero fútbol colombiano. También se fueron otros notables jugadores como Héctor Reyes y Néstor Rossi, sumado al retiro de Vaghi el histórico líder de la defensa. River Plate acusó la sangría y no pudo obtener títulos entre 1948 y 1951, quedando detrás de Independiente y Rácing.
En 1950 una de las máximas figuras del fútbol uruguayo, Walter Gómez, es suspendido por la asociación uruguaya por un incidente con un referí y ve como una opción para continuar su carrera emigrar a la Argentina y River Plate sería el equipo que lo ficharía. En 1951 se producirían dos incorporaciones decisivas, el puntero derecho Santiago Vernazza adquirido a Platense y desde la reserva se subió a Eliseo Prado, con lo que quedó conformada la delantera titular.

## Gira Europea de 1951 / 1952
Entre diciembre de 1951 y febrero de 1952, River realizó una de las giras más exitosas de un conjunto argentino. Jugó 14 partidos, ganando 7, empatando 6 y perdiendo sólo el primero, a horas de llegar después de un largo viaje de un par de días con escalas. Los resultados más destacados de esta gira fueron una victoria 4-3 ante el Real Madrid en el estadio Santiago Bernabeú (que en esa época se llamaba Nuevo Chamartín) y otra por el mismo marcador ante el Manchester City en Maine Road, convirtiéndose en el primer equipo argentino en ganar en Inglaterra.
En la gira europea se consolidó el equipo que ganaría los campeonatos de 1952 y 1953.

## Bicampeonato 1952 - 1953

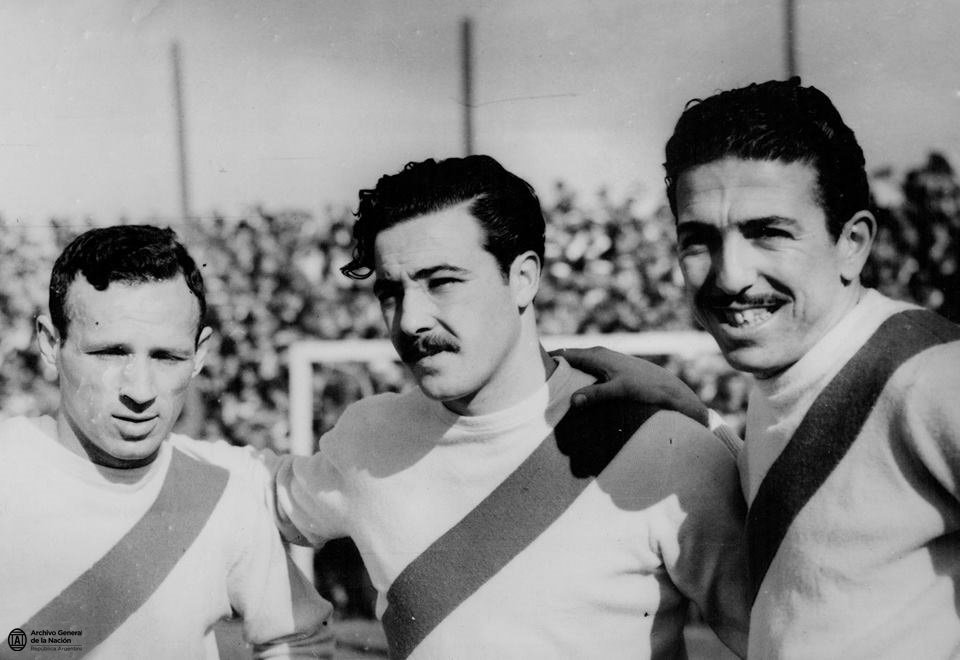
Loustau, Walter Gómez y Labruna, la delantera campeona en 1952.

Además de la mencionada delantera otros titulares habituales en el bicampeón fueron Amadeo Carrizo, Alfredo Pérez, Mantegari, Vairo, Yácono, José Ramos, Soria, Spada y Ferrari.
El equipo ganaría el campeonato de 1952 y además compartiría la Copa Ibarguren con Liga de Santiago del Estero. El goleador fue Vernazza, seguido de Prado y Walter Gómez.
Al año siguiente emprendió una gira por Colombia y Venezuela, en la que obtendría la Copa Internacional República de Colombia 1953 derrotando entre otros a Millonarios, donde jugaban Di Stefano y Pedernera, y al Rapid de Viena, campeón de Austria y de la Copa Mitropa.
Al volver ganaría de nuevo el campeonato de primera división de 1953, aventajando por cuatro puntos al subcampeón, Vélez Sarsfield. Los máximos goleadores fueron Prado, Labruna y Walter Gómez.

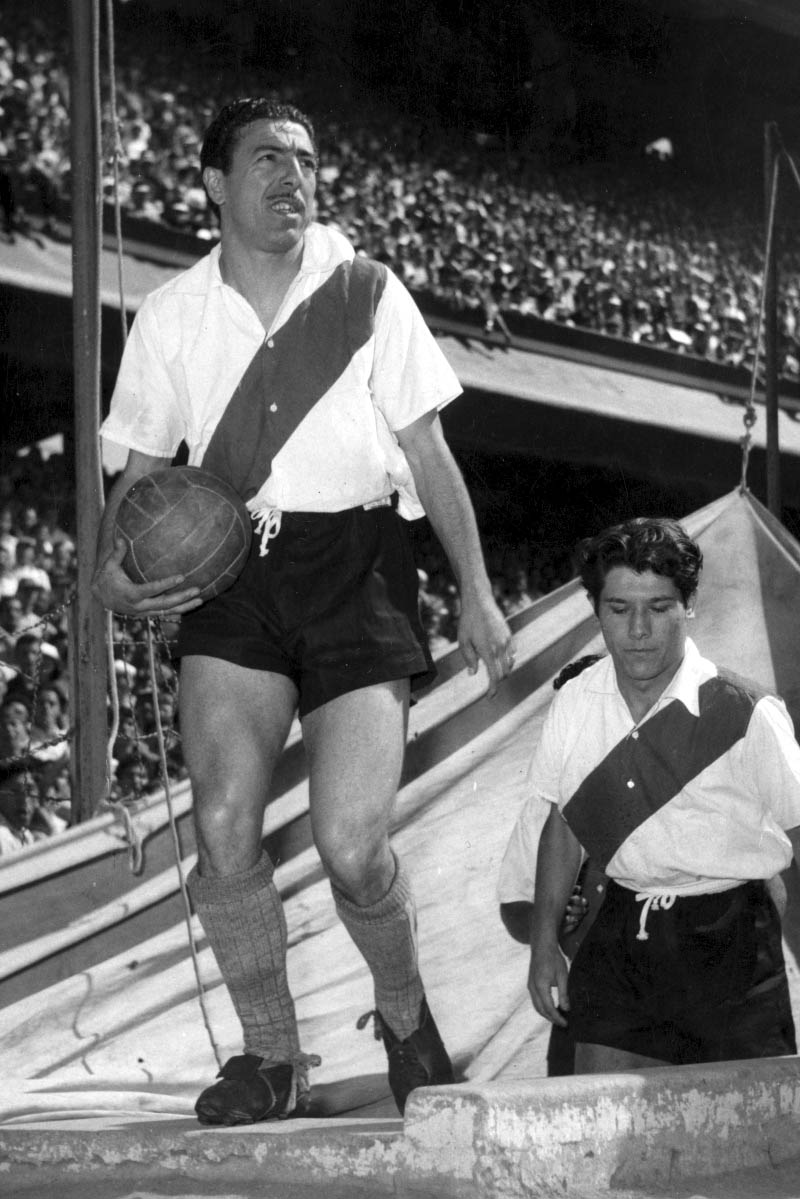
Labruna y Omar Sívori ingresando a la Bombonera en 1955. River Plate derrotaba a su clásico rival por 2 a 1 y daba la vuelta olímpica en su estadio.

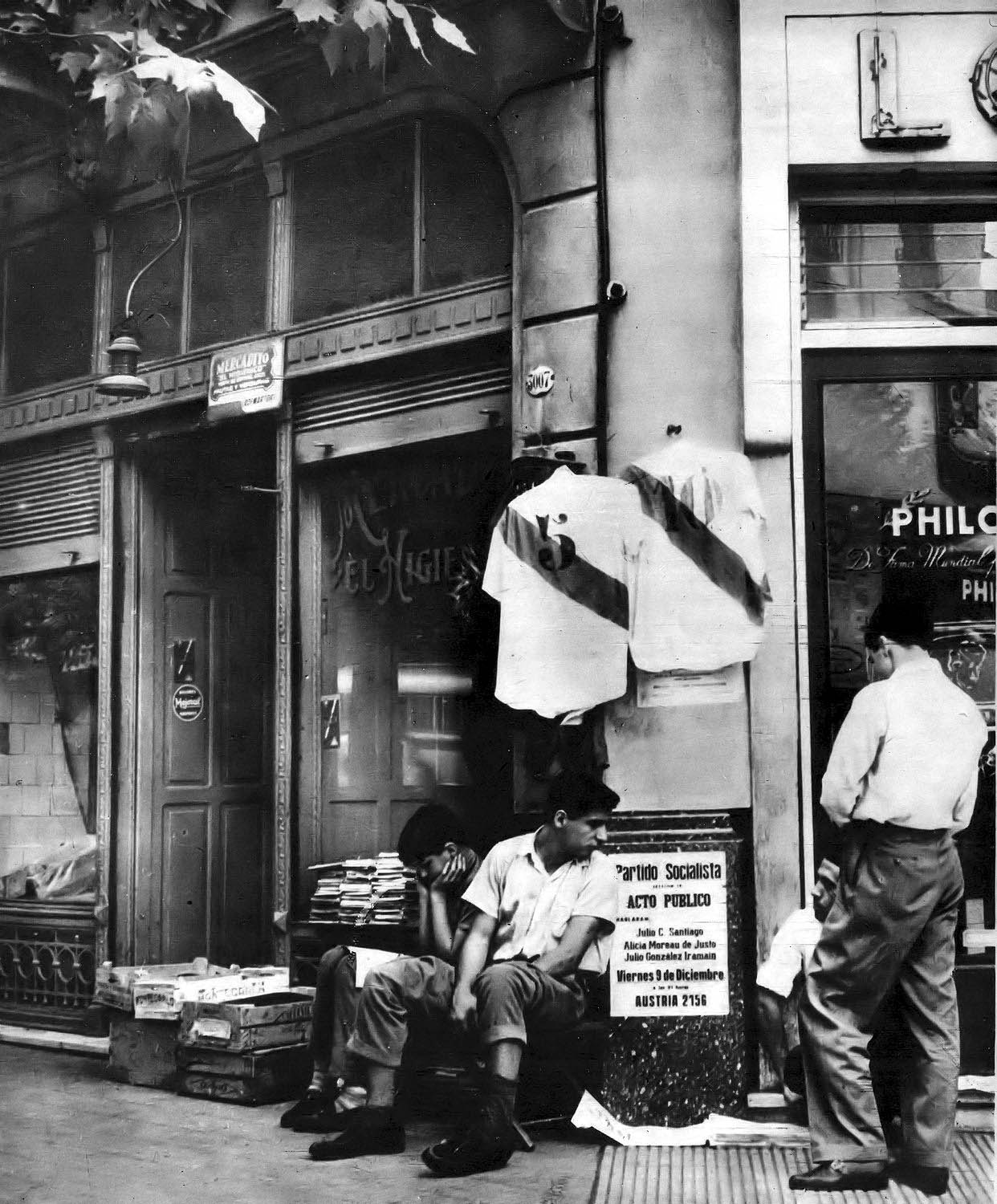
Las camisetas de Pipo Rossi y Labruna exhibidas en una esquina de la ciudad de Buenos Aires.

## Tricampeonato 1955 - 1956 - 1957 , Copa Eva Perón y la Copa Aldao
Entre 1955 y 1957, River obtendría los 3 campeonatos de primera división en forma consecutiva. Nuevos jugadores enriquecieron el plantel y suplantaron a los que se retiraban o emigraban. La máxima figura surgida de la cantera millonaria en esos tiempos fue Omar Sívori. Otros destacados valores fueron Zárate y Menéndez, además de fortalecerse con el regreso de Pipo Rossi.
Al ganar el tricampeonato, River se adjudicó también la Copa de Oro Eva Perón, un trofeo creado en 1952 y que se otorgaría al primer equipo que gane 3 campeonatos en forma consecutiva o 5 en forma alternada, ambos logros fueron obtenidos simultáneamente con el título de 1957.
En 1959 disputaría la edición de la Copa Aldao con Nacional de Uruguay, ganando el partido de ida en Montevideo por 2-1. La revancha prevista a jugar en Buenos Aires, nunca se concretó y el título no fue oficialmente otorgado.

## Desmantelamiento
La recuperación económica de Europa, volvió ese mercado atractivo para los jugadores argentinos y se dio una constante emigración de los principales talentos. En 1956 serían vendidos a Italia, Walter Gómez y Vernazza y al año siguiente Sívori a la Juventus, por 10 millones de pesos, una cifra que estableció un nuevo récord mundial en transferencias de jugadores. Tan alto era ese monto que le permitió a River erigir la tribuna que le faltaba para cerrar el anillo del estadio Monumental. Loustau virtualmente retirado, emigró en 1957 y Labruna quedaría libre en 1959 a los 41 años. También se iría a fin de ese año el director Técnico José María Minella, después de dirigir a River durante 13 años ininterrumpidos desde 1947. En 1960 el presidente de River, Antonio Liberti, estableció "el fútbol espectáculo" una nueva política de contratación de estrellas, cambiando el paradigma mantenido durante dos décadas, de alimentar el equipo con los valores surgidos de la cantera riverplatense y en poco tiempo prácticamente no quedaron jugadores de la década anterior.

## Títulos oficiales obtenidos (1951 - 1957)
| N.º |  | Título                       | Sede      | Año  |
| --- |  | ---------------------------- | --------- | ---- |
| 1   |  | Primera División             | Argentina | 1952 |
| 2   |  | Copa Doctor Carlos Ibarguren | Argentina | 1952 |
| 3   |  | Primera División             | Argentina | 1953 |
| 4   |  | Primera División             | Argentina | 1955 |
| 5   |  | Primera División             | Argentina | 1956 |
| 6   |  | Primera División             | Argentina | 1957 |
| 7   |  | Copa de Oro Eva Perón        | Argentina | 1957 |